# Niels Stein

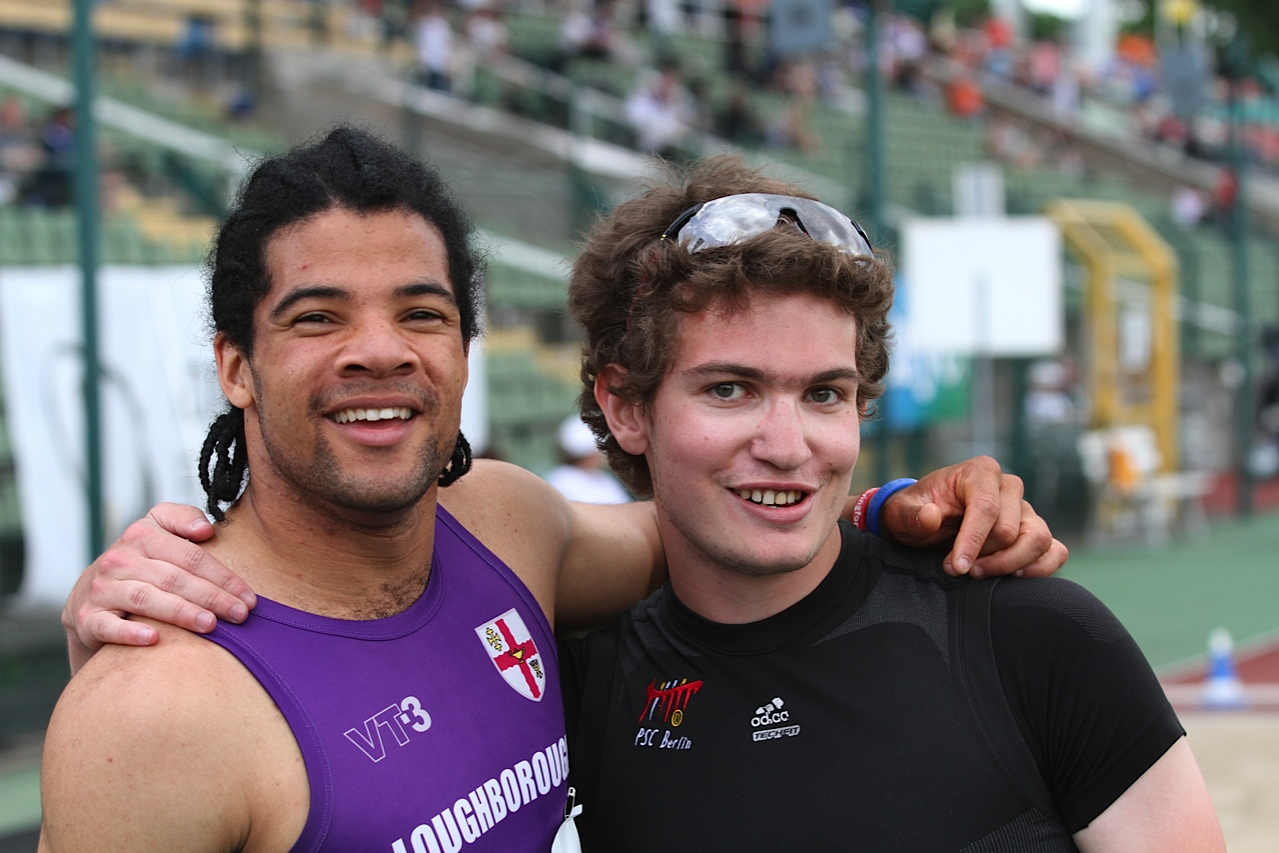
Sam Ruddock (GB, links) und Niels Stein (rechts)

Niels Stein (* 13. August 1991 in Heidelberg) ist ein deutscher Leichtathlet. Er ist in seiner Startklasse (T35, Tetraspastik) der schnellste Sprinter Deutschlands im 100- und 200-Meter-Lauf.

## Leben und Wirken
Er hat Infantiler Zerebralparese.
Seine Karriere begann 2005 beim Bochumer Verein TV Wattenscheid 01, wo ihn 2008 Dr. Ralf Otto (seinerzeit Trainer des deutschen Nationalteams Leichtathletik, bis heute Vizepräsident des Behindertensportverbands Berlin) entdeckte und ihn nach den Paralympics aus Witten nach Berlin holte. Zuvor erreichte Niels Stein über 100 Meter (T35) bei den Sommer-Paralympics 2008 in Peking den 7. Platz. Seine sportliche Laufbahn setzte er beim Paralympischen Sportclub Berlin fort und absolvierte zugleich 2009/2010 ein Freiwilliges Soziales Jahr beim Behindertensportverband Berlin im Deutschen Behindertensportverband.
In der Disziplin 100-Meter-Lauf der Klasse T35 gewann Stein 2011 in Christchurch, Neuseeland bei den Leichtathletik-Weltmeisterschaften der Behinderten die Bronzemedaille. Über 200 Meter erreichte er den vierten Platz.
Von 2011 bis 2015 war er Schüler einer Klasse am bbw Bildungswerk der Wirtschaft in Berlin und Brandenburg in Berlin-Karlshorst, in der Spitzensportler in einem speziellen Programm ihren Abschluss machen können. Sein Trainer in Berlin war Bernd Scheermesser. 2012 errang er bei den Juniorenweltmeisterschaften in Olmütz, Tschechien über 100 Meter (U23) und 200 Meter (U23) die Goldmedaille und nahm anschließend an den Sommer-Paralympics 2012 in London teil. Über 100 Meter (T35) und 200 Meter (T35) erreichte er dort jeweils mit neuer persönlicher Bestzeit und deutschem Rekord im Finale den 6. bzw. 7. Platz. 2016 erkrankte er und unterbrach seine Ausbildung und seine sportliche Aktivität. 2017 zog er nach Bochum-Wattenscheid um am Olympiastützpunkt des TV Wattenscheid 01 sein Training wieder aufzunehmen.